# ヘクター・オリベラ
ヘクター・オリベラ（Hector Olivera、1946年 - )は、アメリカで活動するオルガン奏者。

## 略歴
アルゼンチン生まれ。3歳でパイプ・オルガンを始める。12歳にしてブエノスアイレス大学に最年少学生として入学、1965年にジュリアード音楽院の奨学生としてニューヨークへ渡る。その後、カーネギー・ホール、ロイヤル・アルバート・ホール、など名高いコンサート・ホールで演奏を行う。
またオルガニストとしてピッツバーグ交響楽団、ダラス交響楽団、クリーヴランド管弦楽団、アムステルダム・バロック管弦楽団、ミネソタ管弦楽団、パサデナ交響楽団など、世界中のオーケストラと共演をする。
2008年よりローランドおよびロジャースのオルガン設計アドバイザーを務める。
パイプ・オルガンだけでなく、ローランド社の電子オルガン「ミュージック・アトリエ」、「ローランド・クラシック」、「ロジャース・オルガン」の演奏も精力的に行い、公益財団法人 かけはし芸術文化振興財団が招聘するコンサートや、ローランド社のイベントのため、毎年日本を訪れている。

## ディスコグラフィ

### アルバム
- The Lancastrian Way (1981年、L.T.O.T.)
- Organ Recital (1984年、JQZ Muziekprodukties)
- Also Sprach Zarathustra / Symphony No. 3 ("Organ") (1994年、Newport Classic) ※with Richard Strauss、Camille Saint-Saëns、Jorge Mester
- Intermission At Atlanta's Fabulous Fox (1994年、Vantage)
- From The Heart (1996年、M.P.I. Inc.)
- Encore, Hector! (1997年)
- Hector Olivera "conducts" GREAT FILM SCORES (1998年)
- Everlasting Impressions (1999年)
- Franckly Speaking (2000年)
- Crown Him with Many Crowns (2000年)
- Through the Eyes of Love (2001年)
- Visions (2002年)
- I Have Dreamed... (2004年)
- Christmas at Bel Air
- Heroes (2006年)
- With Passion (2008年)
- Music of the Virtuosi (2009年)
- The Artistry of the Pipe Organ (2010年)
- Hector Olivera Performs Masterpieces for Organ (2011年)

## 出版物（楽譜）
- ヘクター・オリベラ オルガンミュージックコレクションVol.1
- ローランドオルガンクラシック1 ヘクター・オリベラ バッハ8つの小プレリュードとフーガ
- ローランドオルガンクラシック2 ヘクター・オリベラ バッハ コラール前奏曲集
- ローランドオルガンクラシック3 ヘクター・オリベラ ロマンティックオルガン作品集
- ローランドオルガンクラシック4 ヘクター・オリベラ セレモニアル・マスターワークス1
- ローランドオルガンクラシック5 ヘクター・オリベラ セレモニアル・マスターワークス2
- ローランドオルガンクラシック6 ヘクター・オリベラ セレモニアル・マスターワークス3
- ローランドオルガンクラシック7 ヘクター・オリベラ セレモニアル・マスターワークス4
- ローランドオルガンクラシック8 ヘクター・オリベラ クラシックオルガンで弾く〜プライマリー・クラシック・ピアノ曲集
- ローランドオルガンクラシック9 ヘクター・オリベラ クラシックオルガンで弾く〜アドバンス・クラシック・ピアノ曲集
- ローランドオルガンクラシック10 ヘクター・オリベラ クラシックオルガンで弾く〜プライマリー・クリスマス曲集
- ローランドオルガンクラシック11 ヘクター・オリベラ クラシックオルガンで弾く〜アドバンス・クリスマス・クラシック曲集